# Mogli a pezzi
Mogli a pezzi è una miniserie televisiva del 2008, diretta da Vincenzo Terracciano e Alessandro Benvenuti, prodotta da Janus International Srl e trasmessa in Italia su Canale 5 dal 12 maggio 2008. Protagonisti della fiction sono Manuela Arcuri, Valeria Milillo, Giuliana De Sio, Eva Grimaldi e Lorenza Indovina.

## Trama
In un giorno di pioggia, Alice è legata e imbavagliata in un casolare di campagna e, attraverso una serie di flashback ripercorre gli avvenimenti che l'hanno trascinata in questa situazione.
Alice, Dora e Sofia sono tre donne dalla vita completamente diversa, amiche fin dalla scuola, e tutte e tre ormai prossime al fatidico traguardo dei quaranta anni. Ognuna tenta di trovare la propria strada, mentre le loro vite vengono inesorabilmente segnate da figure maschili che vanno e vengono.
Alice esce da un matrimonio fallimentare con Gianni Negro, importantissimo imprenditore, ed è alla ricerca di un nuovo amore, che sembra aver trovato in Karim, affermato chirurgo plastico.
Dora apparentemente è una donna soddisfatta da un buon lavoro, un amorevole marito e due bei figli. In realtà è in profonda crisi con Leo, il marito, perché entrambi ambiscono alla stessa promozione.
Sofia invece dopo essere scappata dall'opprimente autorità genitoriale del padre, si trova a fare i conti con un marito ancora più ingombrante e prepotente che la costringe a fare un calendario osé per favorire i propri affari.
A queste tre donne si aggiungono la giovane Elisa, in procinto di sposare Gianni solo per interessi economici e per desiderio di vendetta verso l'ex fidanzato Elvio, e Armida, la moglie del sindaco, ricca e maniaca dello shopping, perdipiù cleptomane.
La commedia soft tuttavia si tinge di giallo, quando il paesino pugliese dove si svolge la storia viene sconvolto da un omicidio.

## Puntate
Puntata 1.
La piccola provincia pugliese è più movimentata di quanto si direbbe: Alice si innamora di Karim, il chirurgo plastico, che però nasconde bene i suoi segreti. Gianni, il suo ex-marito, sta per sposare la bella Elisa, che è interessata solo al denaro e ad un ex-amante di cui vendicarsi. Sofia sopporta il marito insensibile che la costringe a fare un calendario osé assieme alla moglie del sindaco per favorire i suoi affari. Dora, infine, deve lottare con il marito Leo per una promozione professionale che andrà ad uno dei due.
Puntata 2.
Alice, scioccata dopo aver saputo che Karim è un transessuale, fugge via, si ubriaca e passa, a sua insaputa, una notte con il fidanzato della figlia. Sofia, intanto, sottopone il marito a maratone di sesso: farà il calendario solo se proveranno ad avere un figlio. Dora, invece, scopre che la promozione andrà a suo marito solo perché è un uomo. Elisa, intanto, scopre che Elvio ha con sé una pistola per difendersi dagli aguzzini a cui deve restituire un cospicuo prestito. In seguito Armida propone ad Elisa di organizzare una grande festa di beneficenza nella villa di suo marito Gianni. Elisa, pensando che è una buona opportunità per raccogliere il denaro di cui ha bisogno Elvio, accetta e alla sera convince il marito, seducendolo, a finanziarle il progetto.
Puntata 3.
Elisa scopre che Elvio vuole fuggire all'estero e gli propone di farlo insieme con il denaro sottratto al party di beneficenza organizzato da Armida. Sofia ha un'avventura con il fotografo e scappa a Roma con lui finendo però in un club per scambi di coppie. Alice riesce a far decollare la relazione con Karim nonostante la scottante rivelazione. Dora vuole separarsi da Leo: ha saputo che lui accetterà la promozione, ottenuta anche grazie ad una collega innamorata. Elvio, che ha tradito Elisa con la figlia di Alice, viene aggredito da una persona armata di pistola.
Puntata 4.
Elvio è morto. Sul cellulare dell'amante morto Elisa trova un messaggio minaccioso lasciato da suo marito Gianni. Adesso ha le armi per ricattarlo: se non vuole che il cellulare finisca nelle mani della polizia, deve darle molto denaro e un volo privato per fuggire all'estero. L'uomo, però, la denuncia e riesce a far bloccare la sua fuga. Proprio grazie ad un filmato sul rinvenuto cellulare di Elvio la polizia scopre che l'assassino è una donna e che veste un particolare tipo di scarpe molto costose. Alice la riconosce: è Armida, ha ucciso Elvio per sottrargli il denaro destinato ai suoi aguzzini. Alice affronta la donna ma la disperata moglie del sindaco la colpisce e la porta, legata, in una casa di campagna. Solo l'intervento della polizia salva Alice da una terribile conclusione e mette fine alla storia.

## Ascolti
| Puntata | Trasmessa il   | Telespettatori | Share  |
| ------- | -------------- | -------------- | ------ |
| 1       | 12 maggio 2008 | 4.656.000      | 18,85% |
| 2       | 13 maggio 2008 | 4.749.000      | 19,55% |
| 3       | 18 maggio 2008 | 3.686.000      | 16,86% |
| 4       | 20 maggio 2008 | 5.225.000      | 20,71% |

## Sigla di apertura
La sigla di apertura di "Mogli a pezzi" è stata coreografata e diretta da Luca Tommassini, e vede protagoniste le cinque principali interpreti della fiction (Manuela Arcuri, Giuliana De Sio, Eva Grimaldi, Lorenza Indovina, Valeria Milillo), tutte in abito da sposa, ma armate di mitragliatrice e bazooka, alle prese con sposi in smoking dal volto mascherato.